# Inwalidacja
Niektóre z zamieszczonych tu informacji wymagają weryfikacji.
 Po wyeliminowaniu niedoskonałości należy usunąć szablon {{Dopracować}} z tego artykułu.
Inwalidacja (unieważnienie)– proces przeciwny do walidacji charakteryzujący się dostarczaniem osobie informacji sprzecznych z jej odczuciami.
Przykład:
Małe dziecko udaje się do rodzica, ponieważ się przewróciło i coś je boli. Rodzic na to odpowiada, że nic mu nie jest.
Taka sytuacja może prowadzić do "zagubienia" się dziecka, ponieważ rodzic dostarcza mu sprzecznych informacji z jego odczuciem co powoduje, że dziecko nie jest w stanie zrozumieć czy coś je boli czy jednak nie.